# Gdgd妖精s
gdgd妖精s（日語：gdgd妖精s），是一部以CGI技術製作的日本動畫，於2011年10月推出第1期，並於2013年1月推出第2期。兩期的主標題沒有分別，惟第2期副標題標示特別拉長的尾音。

## 概要
本作主要策劃人為CGI製作出道的菅原狀太，由其一手擔當企劃、影像監督及角色設計的工作。全部影像均用到日本當地MAD片和二次創作的製作技術，涉及的3D軟件包括MikuMikuDance、Shade及六角大王等。而有別於2D動畫，本作大部分的內容是配音工作完成以後才開始製作影像。。而第1期官方網站就曾經公開承認，本作的製作預算相對緊絀，大部分的影像製作只能逼在播放前約一週內，幾乎毫無休止的狀況下完成。

## 內容
作品內容主要是就著三位妖精於妖精之森的日常聚會展開，於15分鐘以內分成不同環節，不論內容和標題都滲入了其他作品的二次創作與惡搞。
主要環節
gdgd茶會時間
由某件生活小事開始，讓眾妖精就著某個話題展開趣怪的討論。
唯一一個播放前沒有切入畫面的環節。
精神與時間小屋
眾妖精隨意施展魔法，於毫無限制的情況下展開各式各樣的遊戲。
名字和運作概念均來自《龍珠》。
配音湖
眾妖精從湖面看到某段無聲影像，為其即興配上相應的說話或旁白。
名字原形是延後配音的日文簡稱（アフレコ）。唯一一個先製作影像的環節。
素喇叭
第2期新增環節。眾妖精從單圈揚聲器聽到某種聲效，為其即興配上情節。
名字原形是揚聲器的英文（Speaker）。製作人員會就著即興情節製作更具體的影像。
小型環節
片尾曲動畫
眾妖精以一般人形姿態登場，伴隨片尾曲跳舞。
於第1期影碟特典經繪畫人氣角色初音未來之KEI重新設計，並促成第2期之全新模組。
下集預告
眾妖精惡搞其他作品的下集預告方式，於最後揭示一個沒有太大意義的真正預告。
於第2期使用之預告素材一般和下集內容有部分關係。
找出小可蘿！
讓觀眾於畫面移動的5秒內隱藏某處的可蘿可蘿。
基於NICONICO動畫可以重覆播放及發放彈幕，所以不會另外提供答案。
廣告
眾妖精惡搞各個經典的電視廣告或映像。

## 登場角色
噼庫噼庫（聲：三森鈴子）
代表顏色：  粉紅色
主色為粉紅，頭髮綁有雙馬尾。為人十分率直，但不時顯得像天然呆，又被強加隱性腹黑的屬性，容易被朋友玩弄。喜愛用心型魔杖。
於片尾曲化為桃音噼庫。
希露希露（聲：水原薫）
代表顏色：  水色
耳朵特別尖銳，頭戴骷髏髮夾。毒舌，十分放任懶散，毫不在乎場合和情況的限制。喜愛用星型魔杖。
於片尾曲化為星音希露。
可蘿可蘿（聲：明坂聰美）
代表顏色：  橙色
頭戴蘑菇帽，亦是唯一一位沒有飛翼的狀精。妄想的程度不可思議，也是即興演出最強的一位。喜愛用金針菇型魔杖。
於片尾曲化為茸音可蘿。
納高樂高
過場及切入畫面時出現的謎之生物。後來官方公佈是貓和槌之子的合成獸。

## 製作人員
- 企劃製作人：福原和晃、別所敬司（SMP）
- 助理製作人（第1期）：重藤昌史
- 企劃、影像監督、角色設計：菅原狀太
- 演出、劇本、構成（第1期）：石館光太郎
- 劇本、構成（第2期）：山本太藏、長部一幸
- 音樂：井上純一
- 音效：德永義明
- 音響製作、顧問：坂本公一
- 錄音調整：山田明寛
- 録音助手、剪接：海老澤佑佳
- 製作：2代目gdgd妖精s（第1期）、gdgd妖精s（ぐだぐだフェアリーーーズ）（第2期）

## 主題曲
片頭曲
（第1期、第2期＃1）
作詞、作曲：井上純一，編曲：加納望，主唱：gdgd妖精s（三森鈴子、水原薫、明坂聰美）
（第2期第2話）
作詞、作曲：井上純一，編曲：加納望，主唱：gdgd妖精s
（第2期主要）
作詞、作曲：井上純一，編曲：加納望，主唱：gdgd妖精s
片尾曲
「Eternal」（第1期）
作詞、作曲：井上純一，編曲：Hajime（from LiLi），主唱：gdgd妖精s（三森鈴子、水原薫、明坂聰美）
（第2期主要）
作詞、作曲：井上純一，編曲：Hajime（from LiLi），主唱：gdgd妖精s
（第2期＃7）
作詞、作曲：井上純一，編曲：Hajime（from LiLi），主唱：噼庫噼庫（三森鈴子）
（第2期＃9）
作詞、作曲：井上純一，編曲：加納望，主唱：希露希露（水原薫）
（第2期＃11）
作詞、作曲：井上純一，編曲：Hajime（from LiLi），主唱：可蘿可蘿（明坂聰美）

## 每集內容
電視台公開時並沒有為每集不同環節的內容命名，直至推出影碟以後才於內容介紹中補足。
| 主要環節     | 主要環節       | 主要環節 | 主要環節 | 主要環節 |
| ------------ | -------------- | -------- | -------- | -------- |
| gdgd茶會時間 | 精神與時間小屋 | 配音湖   | 素喇叭   | 特別節目 |

| 集數  | 內容                         | 內容                | 內容                    | 內容    |
| 第1期 | 第1期                        | 第1期               | 第1期                   | 第1期   |
| ----- | ---------------------------- | ------------------- | ----------------------- | ------- |
| ＃1   | 睡眠                         | 魔法接龍            | 超兄貴                  |         |
| ＃2   | 小小的幸福                   | 笨豬跳              | 巨大雞                  |         |
| ＃3   | 謠言                         | 推跌叔叔            | 房子                    |         |
| ＃4   | 淚水                         | RPG                 | 揍揍捲捲                |         |
| ＃5   | 等待時間                     | 長髮爺／攝影機人    |                         |         |
| ＃6   | 上集為止的gdgd妖精s          | 派對遊戲            | 騎豬／遊戲機中心／房子Ⅱ |         |
| ＃7   | 一日一善                     | 畢達哥拉斯裝置      | 體育館                  |         |
| ＃8   | 諺語                         | GDGD生放送          |                         |         |
| ＃9   | 趣味                         | 憧憬之住屋          | 七色人                  |         |
| ＃10  | 最後的3日                    | 整人秀                | 登場                    |         |
| ＃11  | 上集為止的未公開妖精s        | 瘋狂危機回避        | 大猩猩／房子Ⅲ           |         |
| ＃12  | 終結在追憶的彼方 ～Eternal～ | 結語                |                         |         |
| 第2期 |                              |                     |                         |         |
| ＃0   | 讀者來信介紹                 | 一起想像第2期吧！   |                         |         |
| ＃1   | 既視感                       | ●●驚慌              |                         |         |
| ＃2   | 天氣                         | 英雄救救我吧！      | 內衣女                  |         |
| ＃3   | 懶散懶散電話諮詢室           | 超兄貴Ⅱ／手長美男子 |                         |         |
| ＃4   | 魔法少女與魔女的分別         | 箱中究竟放了甚麼？  | 黑鬚子／鑽帽子          |         |
| ＃5   | 時光機                       |                     |                         |         |
| ＃6   | gdgd旅遊妖精s                |                     |                         |         |
| ＃7   | 靈魂轉換                     | 噼庫父／神殿        |                         |         |
| ＃8   | 搬遷禮節                     | 賽車                | 英雄與熊                |         |
| ＃9   | 夢之延續                     | 車胎節拍接龍        |                         | 噼庫父Ⅱ |
| ＃10  | 露營                         | 運動會              |                         |         |
| ＃11  | 名言                         | 棒球大會            | 胯下烈地                |         |
| ＃12  | 期待已久的最終回             | 結語                |                         |         |

## 播放電視台
| 播放地區  | 電視台         | 播放／公開日期           | 播放時間            | 電視台系列 | 備註        |
| 第1期     | 第1期          | 第1期                    | 第1期               | 第1期      | 第1期       |
| --------- | -------------- | ------------------------ | ------------------- | ---------- | ----------- |
| 東京都    | 東京都會電視台 | 2011年10月12日－12月28日 | 星期三 27:00－27:15 | UHF局      |             |
| 日本全國  | NICONICO動畫   | 2011年10月13日－12月29日 | 星期四 13:00 更新   | 網絡電視   | [ 4 ] [ 5 ] |
| 第2期 ＃0 |                |                          |                     |            |             |
| 東京都    | 東京都會電視台 | 2012年12月27日           | 星期四 27:00－27:15 | UHF局      |             |
| 日本全國  | NICONICO動畫   | 2012年12月28日           | 星期四 13:00 更新   | 網絡電視   | [ 6 ]       |
| 日本全國  | AT-X           | 2012年12月30日           | 星期日 23:00－23:15 |            | 有重播      |
| 第2期     |                |                          |                     |            |             |
| 東京都    | 東京都會電視台 | 2013年1月9日－           | 星期三 25:40－25:55 | UHF局      |             |
| 日本全域  | NICONICO動畫   | 2013年1月10日－          | 星期四 13:00 更新   | 網絡電視   | [ 4 ] [ 5 ] |
| 日本全域  | AT-X           | 2013年1月10日－          | 木曜 23:30 - 23:45  |            | 有重播      |

## BD及DVD
影碟發行由E-NET FRONTIER，以及Strawberry Miss Pictures代理發行。
第1期發行全3卷，BD版特別收錄由KEI描繪的角色形象影碟盒、相對集數之新編「森之後台」、無字幕映像、未公開配音湖及聲優短評；初回版另外加贈CD，特別收錄相對集數本篇茶會時間音聲版、gdgd電台妖精及部分歌曲。所有影碟的下集預告內容，因應版權要求而進行適度改動，主要為馬賽克處理。
第2期發行全3卷。BD版除了延續上期附贈之影像，亦特別收錄無對白短篇動畫、評論副音軌及MikuMikuDance素材；初回版另外加贈CD，特別收錄gdgd電台妖精s及未公開素喇叭。
| 卷數  | 發售日        | BD版封面角色 | 收錄集數  | 附贈影像 | BD初回版附贈CD音聲                                        | MMD素材                                                                                  | 備註   |
| 第1期 | 第1期         | 第1期        | 第1期     | 第1期 | 第1期                                                     | 第1期                                                                                    | 第1期  |
| ----- | ------------- | ------------ | --------- | --- | --------------------------------------------------------- | ---------------------------------------------------------------------------------------- | ------ |
| 第1巻 | 2012年1月27日 | 桃音噼庫     | ＃1－＃4  | 未公開配音湖2部 「森之後台」＃1－＃4 無字幕OP 三森鈴子短評                                                                                  | 茶會時間音聲版＃1－＃4 第一回gdgd電台妖精s OP 完整版      | 無                                                                                       | [ 7 ]  |
| 第2巻 | 2012年2月24日 | 星音希露     | ＃5－＃8  | 未公開配音湖2部 「森之後台」＃5－＃8 無字幕ED ＃1 水原薫短評                                                                                | 茶會時間音聲版＃5、＃7、＃8 第二回gdgd電台妖精s ED 完整版 | 無                                                                                       | [ 8 ]  |
| 第3巻 | 2012年3月24日 | 茸音可蘿     | ＃9－＃12 | 未公開配音湖2部 「森之後台」＃9－＃12 明坂聰美短評 gdgd3D妖精s（本篇紅藍眼鏡版） PV大賽得獎作品 ＃12結語足本版                              | 茶會時間音聲版＃9、＃10、＃12 OP gdgd生放送版 OP 無演唱版 | 無                                                                                       | [ 9 ]  |
| 第2期 |               |              |           | |                                                           |                                                                                          |        |
| 第1巻 | 2013年3月28日 | 噼庫噼庫     | ＃1－＃4  | 特別篇第0話 未公開配音湖 「森之後台」＃1－＃4 無字幕OP 主要、#2 無對白短篇動畫 評論副音軌＃0－＃4 三森鈴子短評                              | gdgd電台妖精s #1、第1期OP 官方MAD混錄版 未公開素喇叭      | 無                                                                                       | [ 10 ] |
| 第2巻 | 2013年4月25日 |              | ＃5－＃8  | gdgd孩童妖精s gdgd四格漫畫妖精s 未公開配音湖 「森之後台」＃5－＃8 無字幕ED ＃1－＃3、＃5、＃10 無對白短篇動畫 評論副音軌＃5－＃8 水原薫短評 | gdgd電台妖精s 未公開素喇叭（本篇延長版）                  | 模組：桃音噼庫、星音希露、 茸音可蘿、桃音噼庫 直髮版 動作：主要ED、＃7 ED 裝飾：森之小屋 | [ 11 ] |

## 外部連結
- gdgd妖精s 官方網站 （页面存档备份，存于）（日語）
- NICONICO動畫頻道：gdgd妖精s Channel （页面存档备份，存于）（第1期）（日語）
- NICONICO動畫頻道：gdgd妖精s（ぐだぐだフェアリーーズ） （页面存档备份，存于）（第2期）（日語）
- gdgd妖精s新聞的X（前Twitter）（日語）